# Psychotria sellowiana
Psychotria sellowiana là một loài thực vật có hoa trong họ Thiến thảo. Loài này được (DC.) Müll.Arg. miêu tả khoa học đầu tiên năm 1881.